# Šaperon
Šaperon ili kaperon (franc. chaperon, tal. capperone, engl. chaperon) je pokrivalo za glavu koje se razvilo iz srednjovjekovne kukuljice.
Šaperon je izvorno korišten kao dio burgundske nošnje, jednako muške, kao i ženske; odatle je raširen na veći dio Europe. Uključivao je pokrivalo za glavu koje je uokvirivalo lice, te obuhvaćalo vrat i ramena. S prvenstveno ukrasnom svrhom, rog šaperona  (franc. liripion) je jako produžen, tako da je padao duboko niz leđa. Šaperon se kod fizičkog napora ili toplijeg vremena mogao spustiti niz glavu, tako da ostane oko vrata i ramena. Za zimsko vrijeme su se često koristili vuneni šaperoni, a za ljetno doba oni od nekog lakšeg materijala. Taj odjevni predmet - koji je bio nošen na dijelu tijela gdje nije izloženo prekomjernom prljanju i habanju - je bio često izrađivan u jarkim bojama.
S vremenom - slično kao danas skijaške kape "fantomke" - počelo se šaperon (možda najprije za toploga vremena) nositi kao kapu, tako da vrat i ramena ostanu nepokrivena. To se činilo tako da se otvor koji je uokvirivao lice koristi kao rub kape; dok je onaj otvor koji je obično išao preko ramena ostajao visiti preko stražnjeg dijela glave i iznad ramena. Tako se dobivala kapa s ovećim gornjim dijelom čije se dijelove moglo rasporediti ili uvezati na nekoliko načina. Najjednostavniji je način uključivao puštanje dugačkog roga šaperona da pada sprijeda preko ramena, ali se moglo rog i druge dijelove šaperona povezati iznad glave tako da daju oblik nalik turbanu, ili pričvrstiti rog tako da prolazi ispod brade. Šaperone se onda i krojilo tako da se unaprijed imalo na umu da skladno izgledaju kod takvog "naopakog" nošenja.
U 15. stoljeću je šaperon dostigao vrhunac popularnosti: na likovnim prikazima iz tog razdoblja ga u pravilu vidimo nošenom na "naopaki" način, koji ostavlja slobodnim vrat i ramena.
U današnje vrijeme se šapron koristi kod prikaza srednjovjekovnih običaja, te je vrlo rijetko ostao sačuvan u narodnom folkloru, tako primjerice u nošnji hvarskih [bratovština] u procesiji za križen na Veliki četvrtak; sudionici procesije nose šaperon/kukuljicu na "ispravan" način.

## Zanimljivosti
Najranija tiskana verzija srednjoeuropske europske folklorne bajke "Crvenkapica", u zbirci "Priče i pripovijetke iz prošlosti s podukama. Priče majke Guske" ("Histoires et contes du temps passé, avec des moralités. Contes de ma mère l'Oye") koje je 1697. god. priredio Charles Perrault, nosila je naslov Le Petit Chaperon Rouge, doslovno "Mali crveni šaperon".